# Обход города Челябинска
Обхо́д го́рода Челя́бинска (ЧКАД, в разговорном обиходе — «объездна́я дороѓа») — автомобильная дорога 75К-205, идущая вокруг Челябинска, проходящая на расстоянии 5—20 км от границы города по территории Сосновского, Красноармейского районов и Копейска. Общая протяжённость дороги — 151,5 километр, из которых по состоянию на начало 2007 были построены и действовали северный, южный и западный участки протяжённостью 103 км. Завершение строительства дороги было запланировано на 2010, но состоялось раньше: 28 ноября 2008 был торжественно открыт восточный участок, замкнувший кольцо.
Покрытие дороги по всей длине — асфальтовое, дорога состоит из одной проезжей части (за исключением участков, идущих по дорогам А310 Челябинск — Троицк и Челябинск — Екатеринбург). Большей частью содержит по 1 полосе движения в каждом направлении, кроме участков с полосами перемены скорости.
Стоимость кольцевой автодороги составила 2 миллиарда рублей). Пропускная способность трассы — 5 000 автомобилей в сутки.

## Ход строительства
Строительство дороги заняло более 30 лет: начато в 1970-е и завершено в 2008.
- 1978 — открыт западный участок дороги протяжённостью 50[1] км: М5 — Полетаево — Кременкуль — подъезд к с. Долгодеревенское — дорога Челябинск—Екатеринбург.
- 1982 — открыт южный участок дороги протяжённостью 16,2[1] км: М5 — М36.
- 1992 — открыт северный участок дороги протяжённостью 32,4[1] км: дорога Челябинск—Екатеринбург — подъезд к с. Долгодеревенское — Большое Баландино — М51 (у Вахрушево). Кроме этого, в состав обхода естественным образом вошёл начальный участок дороги Челябинск—Екатеринбург длиной 4,4[1] км.
- 2002—2007 — восточный участок дороги протяжённостью 14,6[1] км: М51 — Берёзово, а также подъездные дороги к посёлку Горняк (2,8 км) и Копейску (4 км).
- 2005—2008 — юго-восточный участок дороги протяжённостью 29,4[1] км: Берёзово — Октябрьский — Луговой — М36. При строительстве использовались породы из отвалов копейских шахт, что позволило улучшить экологическую обстановку и ландшафт Копейска — было разобрано 80 % терриконов[7][8]. На этом этапе в состав обхода естественным образом вошёл также и участок автотрассы М36 длиной 4,5[1] км. Суммарная длина автодороги достигла 151,5[1] км.

## Маршрут трассы и населённые пункты, расположенные вдоль неё
|                                  |  |  |  |  | на Екатеринбург — подъезд к М5          |
|                                  |  |  |  |  |                                         |
|                                  |  |  |  |  |                                         |
| на Кыштым, Аргаяш, Касарги       |  |  |  |  | Долгодеревенское                        |
|                                  |  |  |  |  |                                         |
| Есаульский                       |  |  |  |  | на Челябинск                            |
| Челябинск — Полевской            |  |  |  |  | Дубровка                                |
| Мирный                           |  |  |  |  | Большое Баландино                       |
| Бухарино                         |  |  |  |  | Полянный                                |
| р. Зюзелга                       |  |  |  |  | Солнечный                               |
| на Челябинск, Красное Поле       |  |  |  |  | Нагорный                                |
| Ключи                            |  |  |  |  | Каменск-Уральский — Чурилово            |
|                                  |  |  |  |  | Сагаусты, Баландино, аэропорт Челябинск |
| на Яраткулова, Большие Харлуши   |  |  |  |  | р. Миасс                                |
| Кременкуль                       |  |  |  |  | Лазурный                                |
| Челябинск                        |  |  |  |  | Челябинск                               |
| на Челябинск, Шершни, Белые Росы |  |  |  |  | Сычёво                                  |
| Малышево                         |  |  |  |  | Худяково                                |
| р. Миасс                         |  |  |  |  | Мирный                                  |
| Кайгородово                      |  |  |  |  |                                         |
| Туктубаево, Трубный              |  |  |  |  | Р254 на Миасское, Курган, Новосибирск   |
| Полетаево-II                     |  |  |  |  | Вахрушево                               |
| Полетаево-I                      |  |  |  |  | Челябинск                               |
| Полетаево                        |  |  |  |  | Берёзово                                |
| Бутаки                           |  |  |  |  | Копейск                                 |
| Челябинск — Златоуст             |  |  |  |  | Октябрьский                             |
| р. Биргильда                     |  |  |  |  | ...                                     |
| на Челябинск, Смолино            |  |  |  |  | Дубровка-Челябинская — Челябинск-Южный  |
| М5 на Челябинск                  |  |  |  |  | Старокамышинск                          |
| М5 на Москву, Уфу                |  |  |  |  | А310 на Челябинск                       |
| Томинский                        |  |  |  |  | Синеглазово                             |
| Дубровка, Полина                 |  |  |  |  | Октябрьский                             |
| Челябинск — Золотая сопка        |  |  |  |  | на Еткуль, Октябрьское                  |
| Глинка                           |  |  |  |  | Вознесенка                              |
|                                  |  |  |  |  |                                         |
|                                  |  |  |  |  | А310 на Троицк, Кустанай                |